# Sergiusz Wilczycki
Sergiusz Wilczycki (biał. Сяргей Вільчыцкі, Siarhiej Wilczycki; pseudonimy: Jan Zaprudnik, Janka Zaprudnik, Siarhiej Jasień; ur. 9 sierpnia 1926 w Mirze, zm. 26 maja 2022 w Somerset) – białoruski historyk i publicysta, emigracyjny działacz polityczny.
Urodził się w miasteczku Mir, w województwie nowogródzkim II Rzeczypospolitej, w rodzinie nauczycielskiej. Część rodziny została wywieziona przez funkcjonariuszy NKWD w czerwcu 1941 w głąb ZSRR. W czasie II wojny światowej ukończył progimnazjum w Baranowiczach, później uczył się również w baranowickiej szkole handlowej. Należał do Związku Młodzieży Białoruskiej.
W 1944 ewakuował się przed zbliżającą się Armią Czerwoną do Niemiec. Później pracował jako górnik w Wielkiej Brytanii. W 1954 ukończył studia na Wydziale Historii Katolickiego Uniwersytetu w Lowanium, po czym podjął pracę w radiu "Wyzwolenie" (obecnie: Swoboda).
W 1957 osiedlił się w USA, gdzie na Uniwersytecie w Nowym Jorku obronił pracę doktorską poświęconą walce o sprawy białoruskie w Dumie Państwowej w latach 1906-1917. Zajmował się wykładami z dziedziny historii na wyższych uczelniach USA. Pod pseudonimem Siarhiej Jasień wydawał poezje, głównie lirykę patriotyczną.
Po odzyskaniu przez Białoruś niepodległości w 1991 r. wspomagał materialnie cerkiew (m.in. budowę świątyni Eufrozyny Połockiej w Iwiance). W 2007 został uhonorowany medalem Św. Cyryla Turowskiego przez Rosyjską Cerkiew Prawosławną. Był członkiem honorowym białoruskiego centrum PEN Club. W 2019 Rada BRL nadała mu Medal 100-lecia Białoruskiej Republiki Ludowej.

## Wybrane publikacje
- Беларусь на гістарычным скрыжаваньні (ang. Belarus: At a Crossroads in History) (1993),
- Гістарычны слоўнік Беларусі (Historical Dictionary of Belarus) (1998).
- Палітычнае змаганне за Беларусь у царскіх Дзяржаўных думах (1906-1917 гг.). arche.by. [zarchiwizowane z tego adresu (2009-04-06)]. // ARCHE. 2009. № 1/2. С. 43-217.